# Агнозия
Агнозия е нарушена способност за разпознаване на слухови, зрителни и осезателни възприятия при запазени периферни органи и нервни проводници, поради поражения във висшите отдели на главния мозък.

## Причини
Агнозията може да се появи от удари, деменция или други неврологични разстройства. Може да бъде предизвикана от травми, като нараняване на главата, инфекция на мозъка или наследственост.
Някои форми на агнозия могат да бъдат открити генетично.

## Лечение
За всички практични цели няма пряко лечение. Пациентите могат да се подобрят, ако информацията е представена в други модалности, различни от увредените. В някои случаи трудова терапия или говорна терапия могат да подобрят агнозията в зависимост от нейната етиология.